# Diecezja Owensboro
Diecezja Owensboro (łac. Dioecesis Owensburgensis, ang. Diocese of Owensboro) jest diecezją Kościoła rzymskokatolickiego w zachodniej części stanu Kentucky.

## Historia
Diecezja została kanonicznie erygowana 9 grudnia 1937 roku przez papieża Piusa XII. Wyodrębniono ją z terenów ówczesnej diecezji Louisville, która dzień później podniesiona została do rangi archidiecezji metropolitalnej. Pierwszym ordynariuszem został kapłan diecezji Louisville Francis Ridgley Cotton (1895-1960). Kościół, który został wyznaczony na katedrę diecezjalną wybudowano w latach 1924-1926.

## Ordynariusze
- Francis Ridgley Cotton (1937–1960)
- Henry Joseph Soenneker (1961–1982)
- John McRaith (1982–2009)
- William Medley (od 2009)